# 新疆新鑫礦業
新疆新鑫礦業股份有限公司 (港交所：3833)，為中國大陸第二大電解鎳生產商，於2007年10月12日在港交所主板掛牌。
新疆新鑫擁有新疆富蘊縣喀拉通克銅鎳礦30年的探礦權，它的產品包括有色金屬、鈷、貴金屬、黃金、白銀、鉑及鈀等。
公司主要股東包括新疆有色金屬工業 (集團) (40.46%) 和 上海怡聯礦能實業 (12.80%)。